# 81-ше командування особливого призначення
LXXXI (81-ше) головне командування особливого призначення (нім. Höheres-Kommando z.b.V. LXXXI) — спеціальне головне командування особливого призначення Сухопутних військ Вермахту за часів Другої світової війни.

## Історія
LXXXI-е головне командування особливого призначення сформоване у травні 1942 року на території окупованої північної Норвегії. У 1944 передислоковане до Фінляндії, звідси у грудні 1944 здійснило переміщення до південної частини Норвегії. У травні 1945 капітулювало союзникам на території Норвегії.

## Райони бойових дій
- Норвегія, Фінляндія (травень 1942 — травень 1945).

## Командування

### Командири
- генерал артилерії Віллі Мозер (нім. Willi Moser) (листопад 1942 — грудень 1944).